# Tah jezdcem
Tah jezdcem (v anglickém originále Knight Moves) je americký mysteriózní film z roku 1992. Režisérem filmu je Carl Schenkel. Hlavní role ve filmu ztvárnili Christopher Lambert, Diane Lane, Tom Skerritt, Daniel Baldwin a Katharine Isabelle.

## Obsazení
| Christopher Lambert  | Peter Sanderson |
| Diane Lane           | Kathy Sheppard  |
| Tom Skerritt         | Frank Sedman    |
| Daniel Baldwin       | Andy Wagner     |
| Katharine Isabelle   | Erica Sanderson |
| Charles Bailey-Gates | David Willerman |
| Blu Mankuma          | Steve Nolan     |
| Ferdy Mayne          | Jeremy Edmonds  |